# Билярский музей-заповедник
Билярский государственный историко-археологический и природный музей-заповедник — музей-заповедник в Алексеевском районе Республики Татарстан. В состав заповедника входят Билярский историко-архитектурный музей, Билярское городище, Балынгузское городище, Горкинское городище, Никольско-Баранские городища, Большетиганский могильник, Святилище «Святой ключ» и др. объекты.
- Комплекс «Святой ключ»
- Каменное надгробие на Балынгузском кладбище
- Мечеть в Билярском городище